# Naked Ladies
Naked Ladies is een Belgisch bier van hoge gisting.
Het bier wordt gebrouwen in Brouwerij Alvinne te Moen.
Het is een blond bier met een alcoholpercentage van 4,4%. Dit bier wordt gebrouwen in samenwerking met brouwerij Twickenham Fine Ales uit het Verenigd Koninkrijk.